# Odessia maeotica
Odessia maeotica is een hydroïdpoliep uit de familie Moerisiidae. De poliep komt uit het geslacht Odessia. Odessia maeotica werd in 1896 voor het eerst wetenschappelijk beschreven door Ostroumoff. 